# Carcelia longichaeta
Carcelia longichaeta là một loài ruồi trong họ Tachinidae.